# Нарт (лесная зона)
Нарт (пол. Nart) — охраняемая лесная зона в Розточаньском национальном парке, юго-восточная Польша. Расположена в Люблинском воеводстве, Замойском повете, на территории гмины Звежинец. Находится к юго-западу от деревни Гучюв. Площадь охраняемой территории составляет 275,72 га (2,75 км2).
До основания Розточаньского национального парка здесь находился Нартский заповедник, основанный в 1960-х годах.
Территория зоны покрыта девственным лесом, видовой состав и структура которого не изменились в результате деятельности человека. Под охраной находятся насаждения карпатского букового леса.
Через территорию охраняемой зоны проходят туристические маршруты.  